# Spiradiclis luochengensis
Spiradiclis luochengensis är en måreväxtart som beskrevs av Hsien Shui Lo och W.L.Sha. Spiradiclis luochengensis ingår i släktet Spiradiclis och familjen måreväxter. Inga underarter finns listade i Catalogue of Life.